# XX secolo
Il XX secolo (ventesimo secolo), detto anche Novecento o '900, è il secolo che inizia nell'anno 1901 e termina nell'anno 2000 incluso. Fu un secolo caratterizzato dalla rivoluzione russa, dalle due guerre mondiali e dai regimi totalitari, intervallate dalla grande depressione nella prima metà del secolo e dalla terza rivoluzione industriale fino all'era della rivoluzione informatica e della globalizzazione nella seconda metà.

## Anni 1900
- 1900-1902: seconda guerra boera.
- 1901: vengono assegnati i primi premi Nobel.
- 14 settembre 1901: il presidente statunitense William McKinley viene assassinato. Gli succede Theodore Roosevelt.
- 20 maggio 1902: termina il protettorato americano di Cuba: viene istituita la Repubblica di Cuba.
- 9 dicembre 1902 – Venezuela: inizia la crisi venezuelana: blocco navale venezuelano da parte delle forze europee a seguito del rifiuto al mancato pagamento del debito estero.
- 3 novembre 1903: separazione di Panama dalla Repubblica di Colombia e fondazione della Repubblica di Panama.
- 1904-1905: guerra russo-giapponese.
- 1904-1907: guerre herero in Africa.
- 12 aprile 1906: Arabia Saudita si combatte la battaglia di Rawdat Muhanna: vittoria saudita.
- 18 aprile 1906: il terremoto di San Francisco devasta la città.
- 1º agosto 1907 – Isola di Brownsea, Inghilterra: viene fondato il movimento dello Scautismo, dal generale ed educatore inglese Robert Baden-Powell.
- 17 dicembre 1907: viene incoronato Re Ugyen Wangchuck (1907-1926), padre fondatore del Regno del Bhutan.
- 1908: viene celebrata per la prima volta la festa della mamma, la cui ideatrice fu Anna Jarvis[2].
- 30 giugno 1908: evento di Tunguska, in Siberia: la data di questo avvenimento è celebrato oggi con la Giornata mondiale degli asteroidi.
- 22 settembre 1908: la Bulgaria diviene indipendente dall'Impero ottomano.
- 28 dicembre 1908: il terremoto di Messina miete tra 90 000 e 120 000 vittime.

## Anni 1910
- 5 ottobre 1910 – Portogallo: termina la monarchia costituzionale e viene istituita la Prima Repubblica portoghese.
- 20 novembre 1910: Messico: inizio della Rivoluzione messicana che portò alla promulgazione di una nuova costituzione: celebrato con il Día de la Revolución Mexicana.
- 1910-1917: Rivoluzione messicana.
- 10 ottobre 1911: Cina: inizio della rivoluzione Xinhai, guidata da Sun Yat-sen che porta all'abbattimento dell'Impero cinese della dinastia Qing e alla proclamazione della Repubblica di Cina.
- 1911-1912: guerra italo-turca: vittoria italiana.
- 14 aprile 1912: il transatlantico britannico RMS Titanic urta contro un iceberg e affonda in poche ore. Muoiono 1 518 persone.
- 1912-1913: guerre balcaniche.
- 28 giugno 1914: l'arciduca Francesco Ferdinando d'Austria muore vittima di un attentato a Sarajevo da parte di Gavrilo Princip, un giovane anarchico serbo; ultimatum alla Serbia e scoppio della prima guerra mondiale.
- 1914-1918: prima guerra mondiale.
- 2 agosto 1914: Lussemburgo: inizia l'occupazione del Lussemburgo da parte delle truppe tedesche.
- 5 agosto 1914: a Cleveland (USA) viene installato il primo semaforo a illuminazione elettrica, all'angolo fra la 105ª strada est e la Euclid Avenue.
- 8 dicembre 1914: battaglia delle Falkland tra le forze britanniche e la flotta tedesca: vittoria britannica.
- 1914-1923: genocidio assiro e genocidio dei greci del Ponto da parte dell'Impero ottomano.
- 24 aprile 1915 - Genocidio armeno: inizio delle deportazioni ed eliminazioni di armeni da parte dell'Impero ottomano.
- 25 aprile 1915: primo sbarco dei soldati australiani e neozelandesi a Gallipoli (Turchia): viene commemorato nell'ANZAC Day.
- 7 maggio 1915: il transatlantico britannico RMS Lusitania viene silurato e affondato dal sommergibile tedesco U-20; muoiono 1.198 persone.
- 24 maggio 1915: il Regno d'Italia dichiara guerra all'Impero austro-ungarico.
- 21 febbraio 1916: inizio della battaglia di Verdun, durante la prima guerra mondiale, tra esercito francese e quello tedesco: vittoria francese.
- 24-29 aprile 1916: rivolta di Pasqua in Irlanda dei ribelli irlandesi per ottenere l'indipendenza dalla Gran Bretagna: vittoria britannica.
- 15 maggio 1916: parte l'offensiva austriaca Strafexpedition (spedizione punitiva), fermata dal corpo degli Alpini.
- Giugno 1916: inizio della rivolta araba contro la dominazione ottomana.
- 1916: occupazione statunitense della Repubblica Dominicana (fino al 1924).
- 5 ottobre 1916: viene completata in Russia la costruzione della ferrovia Transiberiana, che con i suoi 9289 km è la ferrovia più lunga del mondo.
- 1917 - Russia: Rivoluzione russa: i bolscevichi di Lenin assaltano il Palazzo d'Inverno, col conseguente rovesciamento del Governo provvisorio russo guidato da Kerenskij.
- 7 giugno 1917: viene fondata a Chicago l'associazione umanitaria Lions Clubs International dal filantropo statunitense Melvin Jones.
- 28 luglio 1917 – Stati Uniti: si svolge la Silent Parade: marcia di protesta silenziosa di 8 000-10 000 afroamericani a New York City, per protesta sugli omicidi e linciaggi ai loro danni.
- 24 ottobre 1917: inizia la battaglia di Caporetto, che si concluderà il 12 novembre con la ritirata delle truppe italiane fino al Piave.
- 7 novembre 1917: Rivoluzione d'ottobre (25 ottobre del calendario giuliano) in Russia. Dopo la fine dell'Impero russo degli zar con la Rivoluzione di febbraio. Segue la guerra civile russa e la nascita dell'Unione Sovietica.
- 6 dicembre 1917 - Giorno dell'indipendenza della Finlandia: la Finlandia ottiene l'indipendenza dalla Russia.
- 1918 – Principato di Monaco: crisi per la successione.
- 6 febbraio 1918: Regno Unito: viene approvato dal parlamento del Regno Unito il Representation of the People Act 1918, sul diritto di voto alle donne.
- 16 febbraio 1918: Lituania: Atto d'indipendenza della Lituania da Russia e Germania.
- 21 maggio - 29 maggio 1918: Armenia: battaglia di Bash Abaran. Tra le battaglie determinanti per fermare l'invasione ottomana dell'Armenia orientale.
- 26 maggio 1918: viene istituita la Repubblica Democratica di Georgia, celebrata con il giorno dell'indipendenza della Georgia.
- 9 agosto 1918: avviene il volo su Vienna, ideato dal poeta Gabriele D'Annunzio.
- 24 ottobre 1918: l'Italia inizia l'offensiva di Vittorio Veneto che vincerà il 4 novembre.
- 28 ottobre 1918: giornata dell'indipendenza dello Stato. Cecoslovacco: fondazione della Cecoslovacchia da parte di Tomáš Masaryk.
- 4 novembre 1918 - Italia: vittoria nella prima guerra mondiale; l'evento sarà poi celebrato con la giornata dell'Unità Nazionale e delle Forze Armate.
- 9 novembre 1918: viene istituita la Repubblica di Weimar, stato con cui venne nominata la Germania dal 1919 al 1933.
- 11 novembre 1918: fine della prima guerra mondiale, ricordato con il Remembrance Day.
- 11 novembre 1918: giorno dell'indipendenza della Polonia, dalla Russia, Austria-Ungheria e Impero tedesco.
- 12 novembre 1918: in seguito alla frammentazione dell'impero asburgico viene istituita in Austria la Repubblica con il nome di Repubblica dell'Austria tedesca.
- 1º dicembre 1918: Unione della Transilvania alla Romania (festa nazionale della Romania, la giornata della Grande Unione).
- 19 maggio 1919: nasce a Londra l'associazione umanitaria Save the Children, fondata dall'infermiera britannica Eglantyne Jebb, inizialmente con lo scopo di alleviare le sofferenze dei bambini durante la prima guerra mondiale.
- 11 agosto 1919: a Schwarzburg, in Germania, viene promulgata la Costituzione di Weimar, statuto democratico tedesco dal 1919 fino all'ascesa di Adolf Hitler, nel 1933.
- 19 agosto 1919: indipendenza dell'Emirato dell'Afghanistan dal Regno Unito, in seguito alla terza guerra anglo-afghana, al trattato di Rawalpindi: si distinse nel contesto la figura di Amānullāh Khān.
- 1919-1921: guerra d'indipendenza irlandese.
- Italia: il fascismo e il movimento politico nato soprattutto per iniziativa di Benito Mussolini.
- 1919: Benito Mussolini fonda i fasci italiani di combattimento, futuro partito del regime fascista.
- Germania: il nazionalsocialismo (o nazismo) di Adolf Hitler.
- 1919-1922 - guerra greco-turca: per la ripresa da parte della Turchia del possesso dei territori. dell'Anatolia e della Tracia: vittoria turca.

## Anni 1920
- 1920: guerra turco-armena.
- 23 aprile 1920 - fondazione dell'Assemblea Nazionale Turca.
- 1920-1921- guerra franco-turca.
- 1920: Polonia: si combatte la battaglia di Varsavia: vittoria polacca.
- 1920: protesta dei primi studenti universitari birmani contro il sistema educativo inglese.
- 12 luglio 1920: inaugurazione del canale di Panama.
- Tramonto dei grandi imperi europei a causa della prima guerra mondiale, quali l'austro-ungarico e l'ottomano. Guerra d'indipendenza turca.
- 1898-1934: guerre della banana in America centrale da parte degli Stati Uniti.
- Crisi in Germania (Repubblica di Weimar) e forte svalutazione del Marco tedesco durante il primo dopoguerra.
- 10 agosto 1922: nasce il Partito Fascista Sammarinese (fino al 1943), fondato da Giuliano Gozi: è l'epoca del Fascismo sammarinese.
- 30 agosto 1922: vittoria turca sull'esercito greco, durante la Guerra greco-turca (1919-1922).
- 9 settembre 1922: Turchia: conquista turca di Smirne: ritiro greco dall'Anatolia.
- 28 ottobre 1922: Marcia su Roma guidata dal Partito Nazionale Fascista di Benito Mussolini.
- 29 settembre 1923: mandato francese della Siria e del Libano (fino al 1943), in seguito alla spartizione dell'Impero ottomano.
- 29 ottobre 1923: istituzione della Repubblica di Turchia con Mustafa Kemal Atatürk: celebrato con il Giorno della Repubblica di Turchia.
- 1924 - ex Unione Sovietica: ascesa al potere di Stalin e nascita dello stalinismo.
- 28 maggio 1926 – Portogallo: si forma il regime autoritario dell'Estado Novo, sotto la guida di António de Oliveira Salazar, in seguito al Colpo di Stato del 28 maggio 1926.
- 25 maggio 1928: esplorazioni polari italiane: si consuma la tragedia del Dirigibile Italia, al polo nord, comandato da Umberto Nobile.
- 11 febbraio 1929: vengono firmati i Patti Lateranensi tra la Santa Sede (rappresentata dal cardinale Pietro Gasparri) e il Regno d'Italia (rappresentato da Benito Mussolini): accordi di mutuo riconoscimento.
- 11 febbraio 1929: in seguito ai Patti Lateranensi tra Santa Sede e Italia (accordo di mutuo riconoscimento) viene istituito lo Stato della Città del Vaticano.
- 1929: negli USA inflazione e crollo della borsa
- 1929: un'ondata di freddo colpisce l'Europa.

## Anni 1930
- 22 febbraio 1931: viene varata la nave-scuola Amerigo Vespucci, nell'anniversario della morte del navigatore italiano Amerigo Vespucci, avvenuta nel 1512.
- 3 ottobre 1932: indipendenza dell'Iraq dal Regno Unito, in seguito al termine del Mandato britannico della Mesopotamia: si distinse Faysal I re d'Iraq, simbolo dell'indipendenza nazionale.
- 1932-1945: Guerre di confine sovietico-giapponesi.
- Anni trenta: il presidente Franklin Delano Roosevelt risolleva gli USA dalla grande depressione con il New Deal.
- 30 gennaio 1933: Adolf Hitler diventa cancelliere della Germania.
- 1934: Rivoluzione delle Asturie.
- 12 giugno 1935: termina la guerra del Chaco (1932-1935), tra Bolivia e Paraguay per il controllo della regione del Gran Chaco: vittoria paraguaiana.
- 1935 - 1936: Etiopia: Guerra d'Etiopia: vittoria italiana e annessione dell'Etiopia.
- 17 luglio 1936: inizio della guerra civile spagnola, che vede la vittoria dei Nazionalisti e l'ascesa al potere di Francisco Franco nel 1939, che dà vita al franchismo.
- Regno Unito: è l'epoca del grande statista britannico Winston Churchill.
- Nasce la filosofia dell'esistenzialismo.
- Avanguardie nell'architettura: Futurismo in Italia, Bauhaus in Germania, Razionalismo in Francia con Le Corbusier, architettura organica negli USA con Frank Lloyd Wright.
- Avanguardie nella pittura: il russo Kandinskij fonda il movimento Der Blaue Reiter, Picasso è esponente del cubismo. Correnti dell'espressionismo, dadaismo, astrattismo.
- Enrico Fermi e i ragazzi di via Panisperna compiono i primi studi sull'energia nucleare che porteranno al primo reattore nucleare e al successivo progetto Manhattan.
- Liechtenstein: è l'epoca del principe Francesco Giuseppe II del Liechtenstein e la inviolata neutralità del suo Principato nella seconda guerra mondiale: il giorno della nascita del principe viene celebrato con la festa nazionale del Liechtenstein.
- 1937-1945: seconda guerra sino-giapponese.
- 1939: isole Fær Øer: nasce il Partito Popolare Faroese-Autogoverno Radicale (tuttora esistente e attivo), per l'indipendenza faroese dalla Danimarca.
- 1939 - 1943: Occupazione italiana dell'Albania.
- 23 agosto 1939: Mosca: firma del patto Molotov-Ribbentrop, patto di non aggressione tra la Germania nazista e l'URSS.
- 1º settembre 1939: invasione tedesca della Polonia: inizia così la seconda guerra mondiale.
- 1939-1945: seconda guerra mondiale. Durante questa guerra i nazisti compiono la Shoah. (sterminio del popolo ebraico) e il Porajmos o Samudaripen, lo sterminio del popolo rom e sinti.

## Anni 1940
- 9 aprile 1940: operazione Weserübung: fasi iniziali dell'invasione di Norvegia e Danimarca.
- 10 maggio 1940: occupazione del Lussemburgo da parte delle forze tedesche e i discorsi eroici della granduchessa Carlotta di Lussemburgo, simbolo di unità nazionale.
- 10 maggio 1940: invasione dell'Islanda, (o operazione Fork), nel corso della Seconda guerra mondiale.
- 29 maggio 1940 – Paesi Bassi: inizia il Reichskommissariat Niederlande: dittatura creata dall'occupazione tedesca nei Paesi Bassi durante la Seconda guerra mondiale.
- 18 giugno 1940: Appello del 18 giugno (Appel du 18 juin) da parte di Charles de Gaulle per la resistenza francese all'occupazione tedesca.
- settembre 1940: avviene la Battaglia di Dakar, vittoria della Francia di Vichy.
- 9 settembre 1940: Israele: bombardamento italiano di Tel Aviv, con l'obiettivo di indebolire le posizioni britanniche in Medio Oriente.
- 12 settembre 1940: vengono scoperte da quattro ragazzi francesi le Grotte di Lascaux, in Francia, uno dei siti più noti del periodo paleolitico.
- 28 ottobre 1940: in Grecia è il Giorno del No, ovvero il rifiuto all'ingresso delle truppe italiane in territorio greco.
- 1940-1941: guerra franco-thailandese: vittoria strategica thailandese.
- 22 giugno 1941 – Croazia: formazione del primo distaccamento partigiano a Sisak contro l'occupazione nazifascista: evento celebrato con il Giorno della lotta antifascista.
- 7 dicembre 1941: attacco a Pearl Harbor da parte delle forze aeronavali giapponesi contro la flotta militare statunitense: segna l'entrata in guerra degli U.S.A. nella seconda guerra mondiale.
- 8 dicembre 1941: inizia la campagna della Malesia: conquista giapponese della Malaysia ai danni dell'Impero britannico, nell'ambito della seconda guerra mondiale nell'Oceano Pacifico.
- 8 dicembre 1941: Thailandia: invasione giapponese della Thailandia, nel corso della seconda guerra mondiale: occupazione giapponese della Thailandia.
- 15 febbraio 1942: Singapore: si conclude la Battaglia di Singapore, vittoria decisiva giapponese.
- 19 febbraio 1942: Australia: bombardamento di Darwin, nell'ambito della seconda guerra mondiale: vittoria giapponese.
- 1943: termina il mandato francese della Siria e del Libano: formazione di due paesi indipendenti: il Libano e la Siria.
- 26 gennaio 1943: Battaglia di Nikolaevka, in ricordo della quale si commemora la Giornata nazionale della memoria e del sacrificio degli Alpini [3].
- 13 aprile 1943: nell'Unione Sovietica viene scoperto il massacro di Katyn', avvenuto nel 1940 a danni di soldati e civili polacchi.
- 19 aprile 1943: inizia la rivolta del ghetto di Varsavia, da parte della popolazione ebraica reclusa nel ghetto verso le autorità tedesche.
- 10 luglio 1943: sbarco degli Alleati in Sicilia, che porterà il 25 luglio alla destituzione e all'arresto di Mussolini.
- 25 luglio 1943: la caduta del fascismo.
- 8 settembre 1943: iniziano i massacri delle foibe (1943-1945).
- 23 settembre 1943: Dopo la sua liberazione da parte dei tedeschi, Mussolini fonda la Repubblica Sociale Italiana.
- 30 settembre 1943: si concludono le Quattro giornate di Napoli: la popolazione napoletana (da sola) sconfigge l'esercito nazifascista che occupava la città.
- 16 ottobre 1943: Rastrellamento del ghetto di Roma da parte delle truppe tedesche della Gestapo nei confronti della Comunità ebraica di Roma.
- 22 novembre 1943; indipendenza del Libano dalla Francia, in seguito alla fine del mandato francese della Siria e del Libano, con Bishara al-Khuri, primo presidente della Repubblica Libanese.
- 18 maggio 1944: inizia la deportazione dei tatari di Crimea, per ordine di Stalin.
- 4 giugno 1944: Liberazione di Roma da parte delle forze alleate
- 6 giugno 1944: Sbarco in Normandia (o D-Day) da parte degli Alleati.
- 17 giugno 1944: l'Islanda ottiene l'indipendenza dalla Danimarca e viene istituita la Repubblica: Festa nazionale islandese.
- 26 giugno 1944 – Repubblica di San Marino: bombardamento di San Marino, condotta da aerei della Desert Air Force britannica, pare per informazioni sbagliate: 63 morti.
- 3 luglio 1944: in Bielorussia viene liberata la capitale Minsk dai nazisti: evento celebrato con il Giorno dell'indipendenza della Bielorussia.
- 22 luglio 1944: Conferenza di Bretton Woods sull'economia mondiale.
- 2 agosto: Giornata del ricordo dell'olocausto di Rom e Sinti, nel 1944.
- 12 agosto 1944 – Italia: eccidio di Sant'Anna di Stazzema (Lucca), durante la Seconda guerra mondiale, da parte di soldati tedeschi e collaborazionisti fascisti.
- 29 agosto 1944: Slovacchia: insurrezione nazionale slovacca nell'ambito della seconda guerra mondiale: vittoria tedesca.
- 17 settembre 1944: inizio operazione Market Garden. Si concluderà con la vittoria tedesca il 27 settembre.
- 27 gennaio 1945: liberazione da parte delle truppe dell'Armata Rossa del campo di concentramento di Auschwitz, commemorato con il Giorno della Memoria.
- 25 aprile 1945: liberazione d'Italia dall'occupazione nazista e dal governo fascista, celebrato nell'Anniversario della liberazione d'Italia.
- 6 agosto - 9 agosto 1945 – Giappone: bombardamenti atomici di Hiroshima e Nagasaki, con l'obiettivo della resa incondizionata del Giappone.
- 15 agosto 1945 - Gwangbokjeol: Liberazione della Corea dal dominio giapponese, nel contesto dalla quale si distinse l'eroica figura di Kim Koo.
- 17 agosto 1945 - guerra d'indipendenza indonesiana: proclamazione dell'indipendenza dai Paesi Bassi, con il leader Sukarno.
- 2 settembre 1945: Atto di resa giapponese:Giornata della vittoria sul Giappone: termina così ufficialmente la Seconda guerra mondiale.
- 2 settembre 1945 – Vietnam: termina la Rivoluzione di agosto; indipendenza dalla Francia; proclamazione della Repubblica Democratica del Vietnam (o Vietnam del Nord), da parte del leader Ho Chi Minh.
- 29 novembre 1945: viene fondata la Repubblica Socialista Federale di Jugoslavia con Josip Broz Tito.
- 1946-1954: guerra d'Indocina.
- 16 marzo 1946 – Italia: viene decretato dal principe Umberto II di Savoia che la forma istituzionale dello Stato venga decisa mediante referendum, contemporaneo alle elezioni per l'Assemblea costituente, la cui data sarà il 2 giugno 1946.
- 17 aprile 1946: la Siria ottiene l'indipendenza dalla Francia: commemora l'evacuazione dell'ultimo soldato francese, la proclamazione della piena indipendenza dello Stato e la fine del mandato francese della Siria.
- 25 maggio 1946: indipendenza della Giordania dal Regno Unito, con Abd Allah I di Giordania, il primo re del Regno Hascemita del Giordano.
- 2 giugno 1946: nascita della Repubblica Italiana in seguito al Referendum istituzionale che sancì l'istituzione della Repubblica, celebrata nella Festa della Repubblica Italiana. Contemporaneamente viene esteso il diritto di voto anche alle donne, che votano per la prima volta in una consultazione politica nazionale. Il 12 giugno viene proclamato il risultato del referendum e si insedia la Repubblica.
- 9 giugno 1946 – Thailandia: diventa re di Thailandia Bhumibol Adulyadej (1946-2016): il suo regno (circa settanta anni) sarà uno dei più longevi della storia.
- 10 febbraio 1947: trattati di Parigi, nel secondo dopoguerra: la data è stata prescelta in Italia per commemorare il Giorno del ricordo.
- 5 giugno 1947: gli USA annunciano il Piano Marshall, piano per la ricostruzione europea, dopo la seconda guerra mondiale.
- 14 agosto 1947: il Pakistan diventa indipendente dal Regno Unito, grazie all'azione di Mohammad Ali Jinnah: viene così istituita la nazione del Pakistan.
- 15 agosto 1947: Giorno dell'indipendenza dell'India dal Regno Unito, grazie al Mahatma Gandhi e alla sua politica di nonviolenza.
- 22 ottobre 1947: Guerra indo-pakistana del 1947-1948, per l'annessione della regione del Kashmir: termina con un cessate il fuoco.
- 29 novembre 1947: Piano di partizione della Palestina: (ricordata con la Giornata internazionale di solidarietà per il popolo palestinese).
- 1º gennaio 1948: entrata in vigore della Costituzione della Repubblica Italiana.
- 4 gennaio 1948: dichiarazione di indipendenza della Birmania dal Regno Unito, con il nome di Unione della Birmania, grazie all'opera del Generale Aung San.
- 1948: Prendono avvio nel Vicino Oriente i conflitti arabo-israeliani con la guerra arabo-israeliana.
- Secondo dopoguerra: ricostruzione post-bellica in molti Paesi. Piano Marshall in Europa.
- 4 febbraio 1948: è il Giorno dell'indipendenza dello Sri Lanka (allora Ceylon) dal Regno Unito.
- 7 aprile 1948: viene istituita a Ginevra l'Organizzazione mondiale della sanità (OMS o WHO).
- 24 aprile 1948: Costa Rica: termina la guerra civile costaricana: viene rovesciato il regime di Teodoro Picado Michalski.
- 14 maggio 1948: Yom HaAtzmaut: proclamazione dello Stato di Israele da parte di David Ben Gurion.
- 9 settembre 1948: viene fondata la Corea del Nord (o Repubblica Popolare Democratica di Corea) da Kim Il-sung.
- 10 dicembre 1948: viene firmata a Parigi la dichiarazione universale dei diritti umani.
- 4 maggio 1949 – Italia: Tragedia di Superga, incidente aereo in cui persero la vita, tra gli altri, i componenti del Grande Torino: la data viene commemorata con la Giornata Mondiale del Giuoco del Calcio.
- 1º ottobre 1949: proclamazione della Repubblica Popolare Cinese con Mao Zedong, a seguito della guerra civile cinese: è la giornata nazionale della Repubblica Popolare Cinese.
- 4 aprile 1949: fondazione dell'Organizzazione del Trattato dell'Atlantico del Nord (NATO) che coinvolge i paesi del cosiddetto blocco occidentale.

## Anni 1950
- 26 gennaio 1950: viene istituita la Repubblica Indiana ed entra in vigore la Costituzione dell'India.
- 9 maggio 1950: Dichiarazione Schuman: presentazione da parte di Robert Schuman del piano di cooperazione economica che segna l'inizio del processo d'integrazione europea; data oggi celebrata con la Giornata dell'Europa.
- 25 giugno 1950: Corea: inizio della Guerra di Corea, l'esercito nordcoreano invade la Corea del Sud: si conclude con la creazione di una Zona demilitarizzata coreana.
- 23 luglio 1952 - Egitto: Rivoluzione egiziana del 1952: istituzione della Repubblica d'Egitto.
- 25 luglio 1952: Porto Rico diviene uno Stato Libero Associato agli Stati Uniti D'America.
- 29 maggio 1953: prima ascensione dell'Everest da parte del neozelandese Edmund Hillary e dello sherpa Tenzing Norgay.
- 2 giugno 1953 – Regno Unito: Incoronazione della Regina Elisabetta II.
- 26 luglio 1953  – Cuba: Assalto alla caserma Moncada: inizio della rivoluzione cubana, che porterà nel 1959 alla presa del potere di Fidel Castro.
- 16 maggio 1954 - Kazakistan: inizia la Rivolta di Kengir, nel gulag sovietico di Kengir (nell'allora nella Repubblica Socialista Sovietica del Kazakistan): rivolta repressa.
- 1º novembre 1954: inizio della guerra d'Algeria (1954-1962) contro l'occupazione francese.
- 1954: Colpo di Stato in Guatemala del 1954.
- 1955: Patto di Varsavia tra i paesi del blocco sovietico, contrapposto al blocco occidentale, NATO o Patto Atlantico del 1949. I restanti Stati confluiscono negli stati non allineati.
- 15 maggio 1955: Trattato di Stato austriaco che stabilisce un'Austria libera, democratica e sovrana.
- 9 luglio 1955: Manifesto Russell-Einstein per il disarmo nucleare.
- 26 ottobre 1955: Austria: Dichiarazione di neutralità austriaca che stabilisce la perpetua neutralità dello Stato austriaco.
- 1955-1972: Prima guerra civile in Sudan.
- 1955-1975: Guerra del Vietnam.
- 20 marzo 1956: la Tunisia diventa indipendente dalla Francia con Habib Bourguiba.
- 23 marzo 1956: in Pakistan viene istituita la prima repubblica islamica.
- 25 luglio 1956: il transatlantico italiano Andrea Doria affonda dopo una collisione con la nave svedese Stockholm.
- 8 agosto 1956 – Belgio: Disastro di Marcinelle, causato da un incendio che provoca diversi morti, in gran parte emigranti italiani.
- 23 ottobre 1956: Ungheria: inizio della Rivoluzione ungherese del 1956 contro le forze sovietiche: rivoluzione soppressa.
- 1956-1957: Crisi di Suez.
- 18 novembre 1956: il Marocco diviene indipendente da Francia e Spagna, con il sovrano Muhammad V del Marocco.
- 25 marzo 1957: vengono firmati a Roma i Trattati di Roma, che istituiscono la Comunità Economica Europea (CEE).
- 31 agosto 1957: la Malaysia (allora come Federazione della Malesia), ottiene l'indipendenza dal Regno Unito, con il leader Tunku Abdul Rahman.
- 2 ottobre 1958: la Guinea ottiene l'indipendenza dalla Francia.
- 1º dicembre 1958: nasce la Repubblica Centrafricana all'interno della Comunità Francese, con Barthélemy Boganda.
- 1º gennaio 1959: Triunfo de la Revolución: il rivoluzionario Fidel Castro prende il potere a Cuba. Gli Stati Uniti d'America reagiscono con un embargo.
- 3 agosto 1959 - Massacro di Pidjiguiti, in Guinea-Bissau: in seguito a uno sciopero represso dalla polizia coloniale che provoca diversi morti e feriti.

## Anni 1960
- 11 gennaio 1960: comincia il conflitto armato colombiano con le FARC su ispirazione della rivoluzione cubana per il possesso dei traffici di droga.
- 4 aprile 1960: il Senegal ottiene l'indipendenza dalla Francia, con il politico e poeta senegalese Léopold Sédar Senghor.
- 21 aprile 1960: viene fondata Brasilia, la capitale del Brasile, dall'architetto brasiliano Oscar Niemeyer.
- 27 aprile 1960: il Togo ottiene l'indipendenza dalla Francia.
- 22 maggio 1960 – Cile: Terremoto di Valdivia: è il più potente terremoto mai registrato nella storia, con magnitudo 9,5.
- 1º luglio 1960: unione della Somalia italiana con la Somalia britannica: nasce la Repubblica di Somalia, con Aden Abdulla Osman e il partito della Lega dei Giovani Somali.
- 7 agosto 1960: indipendenza della Costa d'Avorio dalla Francia, con Félix Houphouët-Boigny.
- 1º ottobre 1960: la Nigeria diventa indipendente dal Regno Unito, con Nnamdi Azikiwe, primo presidente della Nigeria.
- 13 novembre 1960 – Guerra civile in Guatemala: tra governo guatemalteco e gruppi di ribelli orientati politicamente a sinistra (la guerra durerà fino al 1996).
- 25 novembre 1960: Repubblica Dominicana: Assassinio di tre delle quattro Sorelle Mirabal: la data del 25 novembre viene ricordata nel mondo con la Giornata internazionale per l'eliminazione della violenza contro le donne.
- 28 novembre 1960: la Mauritania ottiene l'indipendenza dalla Francia.
- 1960: viene messa in commercio la prima pillola anticoncezionale.
- 1960-1965: Crisi del Congo.
- 1961: viene istituito, con sede a Roma, il programma alimentare mondiale (World Food Programme), agenzia delle Nazioni Unite per l'assistenza alimentare.
- 27 aprile 1961: la Sierra Leone ottiene l'indipendenza dal Regno Unito.
- 28 maggio 1961: nasce a Londra Amnesty International, fondata dal filantropo inglese Peter Benenson, per la promozione della difesa dei diritti umani.
- 13 agosto 1961 – Germania: inizia la costruzione del Muro di Berlino, che dividerà la città di Berlino in Berlino Est e Berlino Ovest (fino al 9 novembre 1989).
- 11 settembre 1961: nasce in Svizzera il World Wide Fund For Nature o World Wildlife Fund (WWF), organizzazione mondiale per la conservazione della natura.
- 9 dicembre 1961: indipendenza del Tanganica dal Regno Unito, con Julius Nyerere.
- 1962-1965: sotto la guida del papa Giovanni XXIII prima e di papa Paolo VI poi si svolge il Concilio Vaticano II, con il quale la Chiesa cattolica si modernizza.
- 5 luglio 1962: indipendenza dell'Algeria dalla Francia (in seguito alla Guerra d'Algeria e agli Accordi di Évian), con Ahmed Ben Bella.
- 6 agosto 1962: la Giamaica ottiene l'indipendenza dal Regno Unito.
- 31 agosto 1962: Trinidad e Tobago ottengono l'indipendenza dal Regno Unito.
- 9 ottobre 1962: indipendenza dell'Uganda dal Regno Unito, con il leader politico ugandese Milton Obote.
- 15-28 ottobre 1962: crisi dei missili di Cuba: il mondo sull'orlo della guerra nucleare.
- 22 gennaio 1963: viene firmato a Parigi il trattato dell'Eliseo tra Francia e Germania, che pone fine al conflitto tra i due Paesi e stabilisce reciproche collaborazioni.
- 25 maggio 1963: viene fondata l'Organizzazione dell'unità africana; è commemorata con la Giornata dell'Africa.
- 28 agosto 1963: I have a dream (Io ho un sogno): discorso tenuto dall'attivista statunitense Martin Luther King Jr. al Lincoln Memorial di Washington, in difesa dei diritti civili e contro il razzismo.
- 9 ottobre 1963: disastro del Vajont, avvenuto nel neo-bacino idroelettrico artificiale del torrente Vajont.
- 22 novembre 1963: il presidente statunitense John Fitzgerald Kennedy è assassinato a Dallas. Stessa sorte 5 anni più tardi per il fratello Robert Kennedy.
- 12 gennaio 1964: rivoluzione di Zanzibar.
- 24 ottobre 1964: indipendenza dello Zambia dal Regno Unito.
- 1964-1974: guerra d'indipendenza del Mozambico: cessate il fuoco e indipendenza del Mozambico, nel 1975.
- 1964-1973: guerra d'indipendenza della Guinea-Bissau.
- 21 febbraio 1965: Malcolm X, leader del movimento per i diritti civili dei neri in America contro le leggi razziali, è assassinato a New York.
- 7 marzo 1965: prima messa in lingua italiana, celebrata dal papa Paolo VI che si tenne a Roma nella chiesa di Ognissanti.
- Marzo 1965: ascesa al potere di Nicolae Ceaușescu in Romania.
- 26 luglio 1965: indipendenza delle Maldive dal Regno Unito.
- Agosto-settembre 1965: guerra indo-pakistana del 1965, nella lotta tra Pakistan e India, conflitto perdurato dai tempi dell'indipendenza dei due Stati, nel 1947: guerre indo-pakistane.
- 9 agosto 1965: indipendenza di Singapore dalla Malesia, con Lee Kuan Yew, fondatore della città-Stato di Singapore: è la festa nazionale di Singapore.
- 30 settembre 1966: indipendenza del Botswana dal Regno Unito.
- 11 marzo 1967: inizia la guerra civile in Cambogia (1967-1975): vittoria dei Khmer rossi, ascesa al potere di Pol Pot e istituzione della Kampuchea Democratica; seguirà il genocidio cambogiano (1975-1979).
- 5-10 giugno 1967: guerra dei sei giorni.
- 6 luglio 1967 – Nigeria: guerra del Biafra (1967-1970), in seguito al tentativo di secessione della regione del Biafra: vittoria nigeriana.
- 8 agosto 1967: nasce, con la dichiarazione di Bangkok, l'ASEAN, l'Associazione delle Nazioni del Sud-est asiatico.
- 10 settembre 1967 – Gibilterra: referendum che sancisce la permanenza nel Regno Unito: è il Gibraltar National Day.
- 1967-1974: Dittatura dei colonnelli in Grecia.
- 5 gennaio 1968 - Primavera di Praga: periodo di liberalizzazione politica nel periodo della dominazione dell'Unione Sovietica.
- 12 marzo 1968: la Repubblica di Mauritius diviene indipendente dal Regno Unito con Sir Seewoosagur Ramgoolam, padre dell'indipendenza mauriziana.
- 4 aprile 1968: Martin Luther King Jr., leader del movimento per i diritti civili dei neri in America contro le leggi razziali, è assassinato a Memphis.
- 3 maggio 1968: inizia il Maggio francese (3 maggio - 23 giugno 1968): proteste studentesche. Il Movimento del sessantotto si estende nel mondo.
- 28 giugno 1969: New York: Moti di Stonewall: evento oggi commemorato con la Giornata internazionale dell'orgoglio LGBT.
- 14 luglio 1969: guerra del calcio tra El Salvador e Honduras, terminato con un cessate il fuoco.
- 15 agosto - 18 agosto 1969: inizia la manifestazione hippie a Bethel (New York) che diventerà poi il Festival di Woodstock.
- 1969: Rivoluzione libica e ascesa al potere di Muʿammar Gheddafi.
- 12 dicembre 1969: strage di piazza Fontana a Milano.

## Anni 1970
- Anni settanta-anni ottanta: la Siccità del Sahel causa oltre un milione di morti.
- 1970: Rivoluzione correttiva in Siria e ascesa al potere di Hafiz al-Asad
- 23 luglio 1970: Oman: colpo di Stato in Oman del 1970; 'Giorno di Rinascita': primo giorno di regno del sultano Qabus dell'Oman: il sultano dichiara che il regno non si sarebbe più chiamato Sultanato di Mascate e Oman, ma "Sultanato dell'Oman".
- 1970: Giordania: Settembre nero in Giordania, che si concluderà nel 1971 con la vittoria militare giordana
- Avvio della terza rivoluzione industriale dopo la ricostruzione post-bellica e con essa esplosione economica su modello neoliberista; esplosione demografica mondiale e avvio del processo di globalizzazione. Suddivisione del mondo in primo mondo, secondo mondo e terzo mondo.
- Si diffondono sempre più nella cultura di massa la cultura musicale nei suoi molteplici generi, quella teatrale e cinematografica, lo sport di massa e il turismo.
- 26 marzo 1971: Bangladesh: inizio della guerra di liberazione bengalese contro le forze pakistane; il Bangladesh dichiara l'indipendenza dal Pakistan, con il leader Sheikh Mujibur Rahman: è il giorno dell'indipendenza del Bangladesh.
- 8 aprile 1971: si tiene a Londra il primo Congresso del popolo rom: creazione dell'Unione Internazionale dei Rom, mirante al riconoscimento di un'identità nazionale.
- 1º dicembre 1971: Emirati Arabi Uniti: cessano di esistere gli Stati della Tregua (1820-1971): fine del Protettorato britannico: gli emirati di Abu Dhabi, Ajman, Dubai, Fujairah, Sharjah e Umm al-Quwain si unirono per formare gli Emirati Arabi Uniti.
- 2 dicembre 1971: unione degli Emirati Arabi Uniti tra i sette emirati: istituzione degli Emirati Arabi Uniti, grazie all'emiro Zayed bin Sultan Al Nahyan.
- 16 dicembre 1971: vittoria delle forze bengalesi su quelle pakistane nella Guerra di liberazione bengalese
- 21 dicembre 1971: nasce a Parigi l'organizzazione Medici senza frontiere, fondata, tra gli altri, dal medico francese Bernard Kouchner.
- 30 gennaio 1972 – Derry, Irlanda del Nord: Bloody Sunday, in cui muoiono diversi manifestanti per i diritti civili
- 20 maggio 1972: viene istituita la Repubblica del Camerun, con Ahmadou Ahidjo
- 22 maggio 1972: Ceylon diventa una repubblica (pur restando parte del Commonwealth), cambiando il suo nome in Sri Lanka
- 5-6 settembre 1972 - massacro di Monaco: gruppo di terroristi palestinesi fa strage di atleti israeliani alle Olimpiadi di Monaco
- 1973: guerra del Kippur
- 1973: crisi energetica
- 26 marzo 1973: India: nasce il Movimento Chipko per la salvaguardia e conservazione della foresta
- 11 agosto 1973: si forma a New York, nel Bronx, il movimento culturale dell'Hip hop, per merito soprattutto del produttore discografico giamaicano naturalizzato statunitense DJ Kool Herc, considerato il padre della cultura e musica hip hop.
- 11 settembre 1973 - Cile: golpe cileno: rovesciamento del presidente Salvador Allende, ascesa al potere di Augusto Pinochet
- 17 novembre 1973 – Grecia: rivolta degli studenti contro la Dittatura dei colonnelli
- 25 aprile 1974 – Portogallo: Rivoluzione dei garofani contro il regime autoritario fondato da Antonio Salazar
- 24 novembre 1974: viene scoperto in Etiopia l'ominide Lucy, il più antico ominide vissuto milioni di anni fa.
- 1974-1991: Guerra civile in Etiopia
- Giubileo del 1975
- 30 aprile 1975 – Vietnam: Caduta di Saigon: vittoria del Vietnam del Nord e del Viet Cong: fine della guerra del Vietnam, liberazione dalle truppe americane, riunificazione del Vietnam
- 5 luglio 1975: Capo Verde indipendente dal Portogallo
- 12 luglio 1975: São Tomé e Príncipe indipendente dal Portogallo
- 6 novembre 1975: in Marocco si tiene la Marcia verde: manifestazione per costringere la Spagna ad abbandonare il Sahara Occidentale, conteso; si concluse con gli Accordi di Madrid
- 25 novembre 1975: il Suriname indipendente dai Paesi Bassi
- 1975-1990: guerra civile in Libano
- 1975-1979: Genocidio cambogiano
- 1975-2002: guerra civile in Angola
- 24 marzo 1976: golpe in Argentina e instaurazione della dittatura militare
- 29 luglio 1976: in Italia viene nominata la prima donna Ministro della Repubblica: Tina Anselmi, Ministro del Lavoro e della Previdenza Sociale.
- 27 marzo 1977: Disastro aereo di Tenerife
- 1977: Guerra libico-egiziana
- 1977-1991: guerra cambogiano-vietnamita
- 1978: Il cardinale polacco Karol Wojtyła diviene il primo papa non italiano dopo cinque secoli.
- 1978: guerra del Libano (o prima invasione israeliana del Libano)
- 1978: Rivoluzione di Saur e inizio della guerra civile in Afghanistan (1978-in corso)
- 1978: accordi di Camp David e trattato di pace israelo-egiziano del 1979 nell'ambito dei conflitti arabo-israeliani
- 1978-1979: Uganda: guerra ugandese-tanzaniana o guerra di liberazione (per gli ugandesi): portò alla caduta del regime del presidente ugandese Idi Amin Dada
- 1978-1987: guerra libico-ciadiana
- 1979: crisi energetica
- 11 febbraio 1979: Iran: vittoria della Rivoluzione iraniana: l'ayatollah Ruhollah Khomeyni prende il potere in Iran; istituzione della Repubblica Islamica dell'Iran.
- 25 maggio 1979: Stati Uniti d'America: scomparsa di Etan Patz, di cui fu dichiarata la morte presunta nel 2001: la data viene commemorata con la Giornata internazionale dei bambini scomparsi
- 20 giugno 1979: in Italia c'è la prima donna a ricoprire una delle cinque più alte cariche dello Stato: è Nilde Iotti, presidente della Camera dei deputati.
- 19 luglio 1979 – Nicaragua: Vittoria della Rivoluzione sandinista: presa del potere del Fronte Sandinista di Liberazione Nazionale
- 1979-1981: Crisi degli ostaggi in Iran
- 1979-1989: guerra in Afghanistan in seguito all'invasione sovietica
- 1979-1992: Guerra civile di El Salvador

## Anni 1980
- Anni ottanta-anni novanta: anni di piombo e Caso Moro in Italia, seguiti da mafia, 'ndrangheta, sacra corona unita, anonima sequestri
- 1980: nascita del sindacato/movimento di Solidarność in Polonia a opera di Lech Wałęsa
- 18 aprile 1980: nasce la Repubblica dello Zimbabwe.
- 22 settembre 1980: inizia la guerra Iran-Iraq (1980-1988), terminata con un cessate il fuoco
- 13 maggio 1981 – Città del Vaticano: Attentato a Giovanni Paolo II da parte del terrorista turco Mehmet Ali Ağca
- Decolonizzazione
- 1º febbraio 1982: nasce la Confederazione del Senegambia (fino al 1989), tra gli stati africani del Senegal e del Gambia
- 2 aprile - 14 giugno 1982: guerra delle Falkland tra Regno Unito e Argentina per il possesso delle Isole Falkland: vittoria del Regno Unito
- 1982: guerra in Libano
- 21 agosto 1982: Swaziland: termina il regno di Sobhuza II dello Swaziland: asceso al trono nel 1899 è considerato il più lungo regno ufficiale della storia (circa ottanta anni di regno).
- 1982-2000: conflitto del Libano meridionale
- 1983-2005: Seconda guerra civile in Sudan
- 1983-2009: guerra civile in Sri Lanka
- 1984: Conflitto del Siachen
- 23 febbraio 1984: il Sultanato del Brunei diviene indipendente dalla protezione britannica, con sultano Hassanal Bolkiah.
- 4 agosto 1984: il presidente burkinabè Thomas Sankara decide il cambio di denominazione dell'Alto Volta in Burkina Faso, per il significato orgoglioso di Terra di uomini integri.
- 15 agosto 1984: il Partito dei Lavoratori del Kurdistan (PKK) inizia la lotta armata contro la Turchia. Il conflitto si protrarrà per decenni.
- 29 maggio 1985 – Belgio, Stadio Heysel: Strage dell'Heysel poco prima dell'inizio della finale di Coppa Campioni tra Juventus e Liverpool: muoiono ben trentadue italiani
- Conflitto nordirlandese
- Movimento indipendentista basco dell'ETA
- 1986: Rivoluzione del Rosario nelle Filippine
- 28 gennaio 1986: disastro dello Space Shuttle Challenger
- 26 aprile 1986 - disastro di Černobyl': grave incidente in una centrale nucleare ucraina che provoca, tra l'altro, diversi morti: la nube radioattiva avvolge l'Europa
- 19 ottobre 1987: Lunedì nero
- 15 novembre 1988: Dichiarazione d'indipendenza palestinese, che proclama la Palestina Stato indipendente
- 21 dicembre 1988: Attentato di Lockerbie
- In Unione Sovietica il premier Michail Gorbačëv dà vita alla Perestrojka.
- 1989-1991: crollo del comunismo, (caduta del muro di Berlino), fine della guerra fredda e successiva dissoluzione dell'Unione Sovietica
- 9 aprile 1989 – Georgia: massacro di Tbilisi durante una manifestazione anti-sovietica
- 4 giugno 1989: elezioni parlamentari in Polonia del 1989, che segnano la vittoria del sindacato/movimento di Solidarność
- 4 giugno 1989: Cina: protesta di piazza Tienanmen a Pechino: viene repressa con numerosi morti.
- 23 agosto 1989: Catena baltica evento di protesta delle tre repubbliche baltiche (Estonia, Lituania, Lettonia) per rivendicare l'indipendenza dall'Unione Sovietica
- Rivoluzioni del 1989 nell'Europa centro-orientale
- 9 novembre 1989: caduta del Muro di Berlino, che divideva la città in Berlino Ovest e Berlino Est
- 17 novembre 1989 – Repubblica Ceca: rivoluzione di velluto contro il regime comunista cecoslovacco: crollo del regime comunista in Cecoslovacchia
- 6 dicembre 1989: massacro del Politecnico di Montréal, in Canada, in cui muoiono quattordici donne
- 16 dicembre 1989: a Timișoara inizia la rivoluzione rumena, con una serie di proteste, che conducono alla caduta del regime di Nicolae Ceaușescu (25 dicembre 1989)
- 20 dicembre 1989: Panama: inizia l'invasione statunitense di Panama (1989-1990) per deporre il generale panamense Manuel Noriega: vittoria statunitense
- 1989-1992: guerra civile afghana

## Anni 1990
- 19 gennaio - 20 gennaio 1990: Azerbaigian: Gennaio nero, repressione del fronte indipendentista
- 21 marzo 1990: la Namibia ottiene l'indipendenza dal Sudafrica.
- 22 maggio 1990: riunificazione dello Yemen del Nord con lo Yemen del Sud: nascita della Repubblica dello Yemen, con 'Ali 'Abd Allah Saleh, primo presidente dello Yemen unito
- 12 giugno 1990: dichiarazione di sovranità dello Stato di Russia, celebrato con la giornata della Russia
- 2 agosto 1990: Saddam Hussein invade il Kuwait e scoppia la guerra del Golfo. Si concluderà il 26 febbraio 1991 con la liberazione del Kuwait.
- 3 ottobre 1990: riunificazione tedesca, celebrato con il giorno dell'unità tedesca
- 26 dicembre 1990: referendum sull'indipendenza slovena: viene commemorato con il Giorno dell'Indipendenza e dell'Unità slovena
- 1990-in corso: conflitto del Kashmir
- 1990: Mongolia: Rivoluzione democratica della Mongolia nel 1990 e attuazione delle riforme
- 15 febbraio 1991: si riunisce il Gruppo di Visegrád, alleanza di quattro paesi (Polonia, Repubblica Ceca, Slovacchia e Ungheria), con lo scopo di rafforzare la loro cooperazione.
- 24 maggio 1991: Giorno dell'indipendenza dell'Eritrea dall'Etiopia (De jure nel 1993), con Isaias Afewerki e il Fronte di Liberazione del Popolo Eritreo
- 28 maggio 1991 - Derg Downfall Day: in Etiopia caduta del Derg, regime militare etiope, cui ebbe un ruolo preponderante Menghistu Hailè Mariàm
- 25 giugno 1991: la Slovenia e la Croazia dichiarano l'indipendenza dalla Jugoslavia celebrata con la Festa nazionale slovena e la festa nazionale croata.
- 27 giugno 1991: Slovenia: guerra dei dieci giorni, in seguito alla dichiarazione di indipendenza della Slovenia: vittoria slovena
- 24 agosto 1991: Giorno dell'indipendenza dell'Ucraina, dall'URSS.
- 19 agosto - 21 agosto 1991: tentato colpo di Stato in Unione Sovietica (o Putsch di agosto): Dissoluzione dell'URSS e nascita della Federazione Russa
- 27 agosto 1991: Giorno dell'indipendenza della Moldavia dall'URSS
- 1º settembre 1991: l'Uzbekistan dichiara l'indipendenza dall'URSS, con il presidente Islom Karimov.
- 8 settembre 1991: Giorno dell'indipendenza della Repubblica di Macedonia dalla Jugoslavia
- 21 settembre 1991: Giorno dell'indipendenza dell'Armenia dall'URSS
- 18 ottobre 1991: indipendenza dell'Azerbaigian dall'URSS
- 27 ottobre 1991: il Turkmenistan dichiara l'indipendenza dall'URSS, con Saparmyrat Nyýazow, primo presidente del Turkmenistan
- 12 novembre 1991 – Timor Est: avviene il Massacro di Dili (o Massacro di Santa Cruz), durante l'occupazione indonesiana di Timor Est.
- 16 dicembre 1991: Giorno dell'indipendenza del Kazakistan dall'URSS
- 26 dicembre 1991: dissoluzione ufficiale dell'Unione Sovietica.
- 1991-1995: guerre jugoslave e dissoluzione della Jugoslavia comunista di Tito
- 1991-2002: guerra civile in Sierra Leone
- 1º gennaio 1992: Indipendenza della Slovacchia dalla Repubblica Ceca
- 7 febbraio 1992: viene firmato, nei Paesi Bassi, il Trattato di Maastricht (o Trattato dell'Unione Europea), che fissa regole politiche, economiche e sociali per l'adesione dei vari stati all'Unione.
- 1992: Moldavia (zona Est): guerra di Transnistria: la Transnistria diventa una repubblica indipendente de facto
- 23 maggio 1992: strage di Capaci: oggi la data viene commemorata ogni anno con la Giornata della legalità
- 1992-1997: guerra civile in Tagikistan: armistizio e firma di un trattato di pace
- 1º gennaio 1993: Dissoluzione della Cecoslovacchia: indipendenza della Repubblica Ceca
- 1993: Fondazione dell'Unione europea con il Trattato di Maastricht e i relativi Accordi di Schengen
- 1993: Accordi di Oslo tra OLP e Israele
- 1993: Crisi costituzionale russa.
- 6 aprile 1994: Genocidio del Ruanda nel conflitto tra etnia Hutu e Tutsi: le vittime sono prevalentemente di etnia tutsi
- Fine dell'apartheid in Sudafrica grazie a uomini come Nelson Mandela
- 27 aprile 1994: grazie a Nelson Mandela si tengono le prime elezioni generali democratiche in Sudafrica, dopo la fine dell'apartheid: celebrato nella Festa della libertà.
- 15 maggio 1994: nasce a Milano l'associazione umanitaria Emergency, fondata da Gino Strada, Teresa Sarti e Carlo Garbagnati.
- 1994-1996: prima guerra cecena
- 11 luglio 1995 – Bosnia ed Erzegovina: massacro di Srebrenica, in cui vengono uccisi migliaia di musulmani bosniaci
- 4 novembre 1995: Yitzhak Rabin, premier israeliano e premio Nobel per la pace in Medio Oriente, è assassinato.
- 14 dicembre 1995: viene firmato a Parigi l'accordo di Dayton, che pose fine alla guerra in Bosnia ed Erzegovina
- 28 aprile 1996: Australia: Massacro di Port Arthur, (28-29 aprile), uno dei più sanguinosi atti avvenuti in Australia
- 1996-1997: prima guerra del Congo
- 1996-1999: guerra del Kosovo: si conclude con il ritiro delle forze jugoslave dal Kosovo
- 1º luglio 1997 – Hong Kong, Cina: trasferimento della sovranità di Hong Kong dal Regno Unito alla Repubblica Popolare Cinese, dopo 156 anni di dominio coloniale britannico
- 1998 – Venezuela: Rivoluzione bolivariana e ascesa di Hugo Chávez: il Chavismo
- 1998: inizia la seconda guerra del Congo
- 1998: nasce il Movimento Islamico dell'Uzbekistan, con l'obiettivo di rovesciare il presidente uzbeko Islom Karimov, e di creare uno stato islamico sotto la Sharia.
- 17 luglio 1998: firma dello Statuto di Roma istitutivo della Corte penale internazionale
- 1º gennaio 1999: nascita ufficiale dell'Euro, la nuova moneta europea
- 1999: inizia il conflitto dell'Ituri
- 1999: inizia la seconda guerra cecena
- 1999: Bombe nei palazzi in Russia
- 1999: operazione Allied Force campagna di attacchi aerei portata avanti dalla NATO per oltre due mesi contro la Repubblica Federale di Jugoslavia di Slobodan Milošević,
- 20 dicembre 1999 - Impero portoghese: con la restituzione di Macao alla Cina termina l'Impero portoghese (dal 1415)
- 1999: ascesa al potere di Vladimir Putin in Russia
- Guatemala: il rispetto per i diritti delle popolazioni indigene nell'operato della pacifista guatemalteca Rigoberta Menchú, premio Nobel per la Pace nel 1992
- Preoccupazioni e timori per la sovrappopolazione, la fame nel mondo, i cambiamenti climatici, il problema energetico globale e il millennium bug
- Giubileo del 2000

## Istituzione di nuovi Stati
- 1º gennaio 1901: viene istituita la Federazione dell'Australia
- 31 maggio 1910: istituzione dell'Unione Sudafricana
- 1º gennaio 1912: Proclamazione della Repubblica di Cina (Taiwan), con Sun Yat-sen
- 28 novembre 1912: Albania indipendente: giorno dell'indipendenza albanese dall'Impero ottomano. Spicca la figura di Ismail Qemali
- 24 febbraio 1918: istituzione della Repubblica di Estonia, in seguito alla Dichiarazione d'indipendenza dell'Estonia dalla Russia.
- 25 marzo 1918: istituzione della Repubblica Popolare Bielorussa, il primo indipendente Stato bielorusso, con Jan Serada
- 28 maggio 1918: fondazione della Repubblica Democratica di Azerbaigian
- 30 ottobre 1918: viene istituito il Regno dello Yemen
- 18 novembre 1918: istituzione della Repubblica di Lettonia, in seguito all' indipendenza della Lettonia dalla Russia.
- 23 agosto 1921: viene istituito il Regno dell'Iraq, che il 3 ottobre 1932 ottenne l'indipendenza dal Regno Unito; primo re dell'Iraq fu Faysal I
- 11 novembre 1922: viene istituito il Regno d'Egitto
- 30 dicembre 1922: fondazione dell'Unione Sovietica (o URSS) da parte di Lenin.
- 29 ottobre 1923: istituzione della Repubblica di Turchia con Mustafa Kemal Atatürk
- 11 febbraio 1929: in seguito ai Patti Lateranensi tra l'Italia e la Santa Sede viene istituito lo Stato della Cittá del Vaticano
- 23 settembre 1932: fondazione del Regno di Arabia Saudita da parte del Re Ibn Saud: termina così il processo di unificazione dell'Arabia Saudita (1902-1932)
- 29 dicembre 1937: viene proclamata la Repubblica d'Irlanda
- 17 giugno 1944: istituzione della Repubblica d'Islanda
- 2 agosto 1944: viene istituita Macedonia Democratica, il primo Stato macedone: affermazione dell' identità nazionale macedone
- 17 aprile 1946: la Prima Repubblica Siriana istituita nel 1930, diviene de facto uno Stato sovrano
- 25 maggio 1946: viene istituito il Regno Hascemita della Transgiordania (dal 1949 Regno Hascemita di Giordania), con Abd Allah I di Giordania
- 14 agosto 1947: viene istituita la nazione del Pakistan in seguito all'indipendenza dal Regno Unito, grazie all'azione di Mohammad Ali Jinnah
- 14 maggio 1948: proclamazione dello Stato d'Israele da parte di David Ben Gurion.
- 27 dicembre 1949: vengono istituiti gli Stati Uniti d'Indonesia, con Sukarno
- 9 novembre 1953: Proclamazione di indipendenza del Regno di Cambogia, dalla Francia, con Norodom Sihanouk
- 1º gennaio 1956: termina il condominio del Sudan Anglo-Egiziano: viene istituita la Repubblica del Sudan (1956-1969)
- 6 marzo 1957: Ghana Independence Act: in seguito all'indipendenza dal Regno Unito viene istituito il Dominion del Ghana, con Kwame Nkrumah
- 11 dicembre 1958: istituzione della Repubblica dell' Alto Volta (Burkina Faso), all'interno della Comunità francese
- 1º luglio 1960: unificazione dell'Amministrazione fiduciaria italiana della Somalia e dello Stato del Somaliland: viene istituita la Repubblica Somala
- 22 settembre 1960: viene istituita la Repubblica del Mali, in seguito all'indipendenza dalla Francia, con Modibo Keïta
- 1º ottobre:1960: Giorno dell'indipendenza di Cipro dal Regno Unito e istituzione della Repubblica di Cipro, con Makarios III
- 16 settembre 1963: istituzione dell'attuale federazione della Malaysia, con Tunku Abdul Rahman
- 12 dicembre 1964: viene istituita la Repubblica del Kenya, in seguito all'indipendenza dal Regno Unito (12 dicembre 1963): Jamhuri Day
- 26 aprile 1964: Union day tra Tanganica e Repubblica Popolare di Zanzibar: nascita della Tanzania unita, con Julius Nyerere.
- 21 settembre 1964: giorno dell'indipendenza di Malta, dal Regno Unito: istituzione dello Stato di Malta
- 9 agosto 1965: indipendenza di Singapore dalla Malaysia: Proclamazione di Singapore, con Lee Kuan Yew 1º Primo Ministro di Singapore
- 17 aprile 1971: in seguito all'indipendenza del Bangladesh dal Pakistan (26 marzo 1971), viene istituito il Governo provvisorio del Bangladesh, con Sheikh Mujibur Rahman
- 2 dicembre 1971: istituzione degli Emirati Arabi Uniti
- 20 maggio 1972: Referendum Costituzionale Camerunense del 1972: istituzione della Repubblica Unita del Camerun (2 giugno)
- 25 giugno 1975: viene istituita la Repubblica Popolare del Mozambico
- 6 luglio 1975: istituzione dello Stato delle Comore con Ahmed Abdallah
- 16 settembre 1975: in seguito all'indipendenza dall'Australia, viene istituito lo Stato Indipendente della Papua Nuova Guinea
- 11 novembre 1975: in seguito all'indipendenza dal Portogallo, viene istituita la Repubblica Popolare dell'Angola con Agostinho Neto
- 2 dicembre 1975: Istituzione della Repubblica Popolare Democratica del Laos, con Kaysone Phomvihane
- 1º aprile 1979: istituzione della Repubblica islamica dell'Iran con Ruhollah Khomeyni
- 15 novembre 1988: Dichiarazione d'indipendenza palestinese, che proclama la Palestina Stato indipendente
- 12 giugno 1990: Dichiarazione di Sovranità statale della Russia, oggi celebrata con la Giornata della Russia
- 1º gennaio 1993: istituzione della Repubblica Ceca
- 1º gennaio 1993: Giorno della fondazione della Repubblica Slovacca
- 24 maggio 1993: in seguito all'indipendenza dell' Eritrea dall'Etiopia, nasce lo Stato di Eritrea, con Isaias Afewerki, primo Presidente

## Nuove istituzioni nel XX secolo
- 28 giugno 1919: viene fondata la Società delle Nazioni, la prima organizzazione per il benessere della pace nel mondo.
- 28 marzo 1923: istituzione della Regia Aeronautica (divenuta dal 18 giugno 1946 Aeronautica Militare)
- 24 ottobre 1945: viene istituita l'Organizzazione delle Nazioni Unite (ONU), sulle ceneri della vecchia Società delle Nazioni.
- 16 novembre 1945: nasce a Londra l'UNESCO.
- 27 dicembre 1945: nasce il Fondo monetario internazionale (FMI).
- 11 dicembre 1946: viene istituito, con sede centrale a New York, l'UNICEF (Fondo delle Nazioni Unite per l'Infanzia).

## Personaggi significativi
- Mahatma Gandhi, leader pacifista dell'indipendenza indiana dal Regno Unito
- Albert Einstein, scienziato tedesco che, con la Teoria della Relatività, ha dato inizio alla fisica moderna
- Vladimir Lenin, protagonista e ispiratore della Rivoluzione d'ottobre e padre della Russia sovietica
- Benito Mussolini, dittatore del regime fascista in Italia dal 1922 alla seconda guerra mondiale
- Adolf Hitler, dittatore della Germania nazista che condusse il mondo alla seconda guerra mondiale e all'Olocausto
- Iosif Stalin, dittatore sovietico dal 1924 al 1953
- Franklin Delano Roosevelt, presidente degli Stati Uniti dal 1933 alla fine della seconda guerra mondiale.
- Winston Churchill, primo ministro britannico protagonista nella seconda guerra mondiale
- Charles de Gaulle, futuro presidente della Repubblica Francese e liberatore della Francia
- Che Guevara, protagonista della rivoluzione cubana
- Fidel Castro, presidente e protagonista della Rivoluzione cubana
- Hirohito, imperatore del Giappone
- John Fitzgerald Kennedy, presidente degli Stati Uniti assassinato a Dallas nel 1963
- Martin Luther King Jr., attivista statunitense, leader dei movimenti per i diritti civili dei neri in America, assassinato
- Malcolm X, leader dei movimenti per i diritti civili dei neri in America, assassinato
- Nelson Mandela, protagonista della lotta contro l'Apartheid in Sudafrica
- Ho Chi Minh, rivoluzionario vietnamita, protagonista della guerra del Vietnam
- Mao Zedong, dittatore della Cina comunista
- Pol Pot, rivoluzionario e dittatore cambogiano a seguito della guerra civile in Cambogia
- Augusto Pinochet, dittatore cileno dal golpe del 1973
- Francisco Franco, dittatore spagnolo in regime di ispirazione fascista
- Josip Broz Tito, presidente della Repubblica Socialista Federale di Jugoslavia
- Helmut Kohl, politico tedesco, ebbe un ruolo importante nel processo di riunificazione tedesca (1990)
- Michail Gorbačëv, leader sovietico artefice della perestrojka
- Saddam Hussein, dittatore iracheno che portò alla guerra del Golfo
- Papa Giovanni XXIII, convocò il Concilio Vaticano II
- Bill Gates, fondatore della Microsoft
- Steve Jobs, fondatore della Apple
- Madre Teresa di Calcutta, religiosa premio Nobel per la pace per il suo lavoro di assistenza a poveri e bisognosi.
- Lech Wałęsa, fondatore del sindacato di Solidarność in Polonia, premio Nobel per la pace
- Papa Giovanni Paolo II, papa della globalizzazione
- Mahathir Mohamad, il primo ministro più longevo della Malaysia

## Politica
- Italia: il fascismo e il movimento politico nato soprattutto per iniziativa di Benito Mussolini
- Germania: il nazionalsocialismo (o nazismo) e il Mein Kampf (1925), di Adolf Hitler
- Portogallo: l'Estado Novo (1926-1974) e il governo di António de Oliveira Salazar
- La Spagna franchista (1939-1975) governata da Francisco Franco
- ex Jugoslavia: il Titismo e la ideologia politica nella ex Jugoslavia di Josip Broz Tito
- Francia: il Gollismo è il movimento politico ispirato all'azione di Charles de Gaulle
- Regno Unito: È l'epoca del grande statista britannico Winston Churchill
- Il Kemalismo e l'istituzione della Repubblica di Turchia (1923) con Mustafa Kemal Atatürk
- La nascita della Cecoslovacchia (1918): Tomáš Masaryk, Milan Rastislav Štefánik
- Le tragiche testimonianze dell'Olocausto: il Diario di Anna Frank (1947)
- ex Unione Sovietica: il Leninismo e la ideologia politica di Lenin: L'Imperialismo, fase suprema del capitalismo (1917)
- ex Unione Sovietica: ascesa al potere di Stalin e nascita dello stalinismo (1924-1953)
- Cina: l'ideologia del Maoismo (1949-1976), il Libretto Rosso (1963), e il pensiero di Mao Zedong
- Il Gandhismo, la resistenza nonviolenta nel pensiero del Mahatma Gandhi (1869-1948)
- L'ideale di Repubblica islamica in Iran: Ruhollah Khomeyni (1902-1989)
- Il movimento Viet Minh (1941) e l'indipendenza del Vietnam (1945): Ho Chi Minh
- La Lega Nazionale per la Democrazia (1988) e la difesa dei diritti umani in Birmania da parte di Aung San Suu Kyi
- Sri Lanka: Prima donna al mondo a essere eletta primo ministro di uno stato (1960): si tratta di Sirimavo Bandaranaike
- Il nazionalismo africano: Kwame Nkrumah, in Ghana, Nelson Mandela (tra i leader del movimento anti-apartheid), in Sudafrica
- Il New Deal (1933-1937) di Franklin Delano Roosevelt, negli Stati Uniti d'America
- La Rivoluzione messicana (1910-1920) e lo zapatismo: Emiliano Zapata
- L'Estado Novo (1937-1946) in Brasile, e il regime politico di Getúlio Vargas
- Argentina: il peronismo (1945-1955) e il movimento politico creato da Juan Domingo Perón
- La Rivoluzione cubana (1953-1959), la dottrina politica del guevarismo e il pensiero di Che Guevara
- Il conflitto armato colombiano con la nascita delle FARC.
- La fondazione del sindacato di Solidarność (1980), in Polonia, il cui leader fu Lech Wałęsa
- Venezuela: Rivoluzione bolivariana (1999-oggi)

## Religione
- 13 maggio 1917: prima apparizione della Madonna di Fátima a tre pastorelli
- 11 febbraio 1929: in seguito ai Patti Lateranensi tra Santa Sede e Italia (accordo di mutuo riconoscimento) viene istituito lo Stato della Città del Vaticano
- 1931: viene istituita da papa Pio XI la festa liturgica di Maria Santissima Madre di Dio[4]
- 15 gennaio 1933: Belgio: prima apparizione di Banneux [5] a Mariette Beco: da questo episodio deriva la Vergine dei Poveri, che si celebra il 15 gennaio
- 1º maggio 1950: Gilles Bouhours riferisce a Papa Pio XII un presunto messaggio che la Vergine Maria gli avrebbe ordinato di comunicare al papa sul dogma dell'Assunzione
- 1º novembre 1950: con la bolla Munificentissimus Deus viene proclamato dogma di fede da Papa Pio XII l'Assunzione di Maria
- 11 ottobre 1954: con l'enciclica Ad Caeli Reginam viene istituita da Papa Pio XII la festa della Beata Vergine Maria Regina
- 4 dicembre 1963: viene promulgata dal papa Paolo VI la costituzione Sacrosanctum Concilium: con questo atto venne abolita la messa in latino
- 7 marzo 1965: prima messa in lingua italiana, celebrata dal papa Paolo VI che si tenne a Roma nella chiesa di Ognissanti
- 8 dicembre 1967: con un messaggio Papa Paolo VI istituisce la Giornata mondiale della pace, che si celebra per la prima volta il 1º gennaio 1968
- 24 giugno 1981: inizio dichiarato delle apparizioni di Međugorje
- Madre Teresa di Calcutta (1910-1997) la sua opera e la fondazione della congregazione religiosa delle Missionarie della carità
- Si afferma la figura e l'opera di Papa Giovanni Paolo II (1920-2005), il primo Papa non italiano dopo 455 anni.
- Il rastafarianesimo in Etiopia

## Filosofia
- Lo storicismo contemporaneo Wilhelm Dilthey (1833-1911)
- La fenomenologia: Edmund Husserl (1859-1938)
- Lo spiritualismo e il pensiero di Bergson (1859-1941)
- Il liberalismo del XX secolo, il neohegelismo e la dialettica crociana nel pensiero di Benedetto Croce (1866-1952)
- L'idealismo italiano: Benedetto Croce, Giovanni Gentile (anche noto esponente dell'attualismo e autore della Teoria generale dello spirito come atto puro (1916))
- La filosofia analitica: Bertrand Russell (1872-1970), Ludwig Wittgenstein (1889-1951), autore del Tractatus logico-philosophicus (1921)
- L'esistenzialismo: Karl Jaspers (1883-1969), e l'esistenzialismo ontologico e fenomenologico: Martin Heidegger, autore de Essere e tempo (1927)
- Il marxismo nel XX secolo: György Lukács (1885-1971), Antonio Gramsci (1891-1937)
- Il positivismo logico: Rudolf Carnap (1891-1970)
- Theodor W. Adorno (1903-1969) e la Scuola di Francoforte
- La sociologia moderna nel XX secolo: Max Weber, autore de L'etica protestante e lo spirito del capitalismo (1904-1905) e de La politica come professione (1919)
- Hannah Arendt studiosa di teoria della politica e autrice del saggio La banalità del male (1963)

## Economia
- La nascita della macroeconomia: John Maynard Keynes, autore del saggio Teoria generale dell'occupazione, dell'interesse e della moneta (1936)

## Diritto
- 10 dicembre 1948: viene firmata a Parigi la dichiarazione universale dei diritti umani.

## Letteratura
- L'ermetismo letterario: Giuseppe Ungaretti, Eugenio Montale, Salvatore Quasimodo
- Il verismo: Grazia Deledda, prima donna italiana a vincere il Premio Nobel per la letteratura nel 1926
- La rinascita indiana: Rabindranath Tagore (1861-1941)
- La Edad de Plata in Spagna: Federico García Lorca (1898-1936)
- Il teatro epico: Bertolt Brecht (1898-1956)
- Il Vocabolario della lingua italiana(1922) da parte di Nicola Zingarelli
- Si afferma il concetto di negritudine, di cui fu un noto esponente il poeta senegalese Léopold Sédar Senghor
- Il romanzo d'avventura negli U.S.A.: Edgar Rice Burroughs, inventore del personaggio di Tarzan (1912)
- Il romanzo d'avventura e horror negli U.S.A.: Peter Benchley, autore de Lo squalo (1974)
- Il romanzo giallo in Gran Bretagna: Agatha Christie, ideatrice dei personaggi di Hercule Poirot (1920) e Miss Marple (1930)
- Il romanzo poliziesco in Belgio: Georges Simenon, creatore del personaggio del commissario Maigret (1929)
- Il romanzo poliziesco in Svezia: Henning Mankell, creatore del commissario di polizia Kurt Wallander (1991)
- il romanzo giallo e poliziesco in Italia: Andrea Camilleri, ideatore del personaggio di Salvo Montalbano (1994)
- Il realismo magico letterario: Jorge Luis Borges (1899-1986), Gabriel García Márquez (1927-2014)
- I quattro Grandi della poesia cilena: Gabriela Mistral (1889-1957), Vicente Huidobro (1893-1948), Pablo de Rokha (1895-1968), Pablo Neruda (1904-1973)
- Il modernismo e il realismo magico letterario: Franz Kafka (1883-1924)
- Il modernismo letterario in Germania: Thomas Mann, autore de I Buddenbrook. Decadenza di una famiglia (1901)
- Il decadentismo francese: Marcel Proust, celebre autore de Alla ricerca del tempo perduto (1913-1927)
- Il modernismo letterario: James Joyce, autore di Gente di Dublino (1914), Ulisse (1922)
- L'esistenzialismo ateo: Jean-Paul Sartre e Albert Camus, autore del romanzo La peste (1947)
- Pubblicazione (25 giugno 1947) del Diario di Anna Frank
- L'high fantasy: Le cronache di Narnia (1950), ciclo di romanzi di C. S. Lewis, e Il Signore degli Anelli (1954), di J. R. R. Tolkien; il genere fantasy: Harry Potter (1997), della scrittrice J. K. Rowling
- La fantascienza e le Tre leggi della robotica: Isaac Asimov, autore di Io, robot (1950)
- La narrativa di fantascienza nel XX secolo: Ubik (1969) di Philip K. Dick
- Il lolitismo: Lolita (1955) di Vladimir Nabokov
- Il personaggio letterario di Emmanuelle (1967), creato da Emmanuelle Arsan
- La letteratura per ragazzi nel XX secolo: Gianni Rodari, in Italia, Antoine de Saint-Exupéry (con Il piccolo principe (1943), in Francia
- la letteratura per ragazzi in Gran Bretagna: Peter Pan (1902), creato dallo scrittore britannico J. M. Barrie
- la letteratura per ragazzi in Svezia si afferma con Astrid Lindgren, autrice di Pippi Calzelunghe (1945)
- La letteratura per ragazzi in Canada: Lucy Maud Montgomery, celebre autrice del romanzo Anna dai capelli rossi (1908)

## Fumetti e serie animate
- 18 novembre 1928: debutto cinematografico del personaggio immaginario dei fumetti e dei cartoni animati di Topolino, ideato da Walt Disney e Ub Iwerks
- 1929: prima apparizione del personaggio di Braccio di Ferro, creato da E. C. Segar
- 1929-1983: Le avventure di Tintin, serie a fumetti ideata da Hergé
- 18 aprile 1938: viene pubblicato il fumetto di Superman, creato da Jerry Siegel e da Joe Shuster
- 1938: La famiglia Addams, dapprima a serie di vignette, i cui personaggi sono stati creati dal disegnatore Charles Addams
- 30 maggio 1939: prima apparizione della storia a fumetti di Batman ideato dai fumettisti statunitensi Bob Kane e Bill Finger
- 1948: viene ideata la serie a fumetti western di Tex da Gianluigi Bonelli e Aurelio Galleppini
- 2 ottobre 1950: prima apparizione dei Peanuts, creati dal fumettista statunitense Charles M. Schulz
- 1955: i Muppet, ideati dal fumettista Jim Henson
- 28 febbraio 1957: esce sul settimanale franco-belga Spirou il fumetto Gaston Lagaffe ideato da André Franquin
- 28 marzo 1957: prima apparizione di Cocco Bill creato da Benito Jacovitti
- 23 ottobre 1958: nascono i Puffi (o Les Schtroumpfs), ideati dal fumettista belga Peyo
- 29 ottobre 1959: serie a fumetti francese di Asterix, creata da René Goscinny e Albert Uderzo
- 30 settembre 1960: prima apparizione in TV della serie a cartoni animati de Gli antenati (o Flintstones), creata da William Hanna e Joseph Barbera
- 1962: il personaggio di Diabolik, creato dalle fumettiste italiane Angela e Luciana Giussani
- 29 settembre 1964: il personaggio di Mafalda, realizzata dal fumettista argentino Quino
- 13 luglio 1975: nasce il personaggio immaginario della serie a fumetti di Pimpa, del disegnatore italiano Altan
- 1987: I Simpson, il cui autore della serie fu Matt Groening
- 17 luglio 1999: viene lanciata la serie animata di SpongeBob, ideata da Stephen Hillenburg

## Pedagogia
- Il pensiero pedagogico di Giovanni Gentile, autore del Sommario di pedagogia come scienza filosofica (1912)
- Si afferma in campo internazionale il metodo Montessori, sistema educativo introdotto dalla pedagogista italiana Maria Montessori, autrice del saggio La scoperta del bambino (1950)

## Arte

### Pittura e scultura
- L'Art Nouveau: Alfons Mucha (1860-1939)
- L'espressionismo in Norvegia: Edvard Munch (1863-1944)
- I Fauves: Henri Matisse (1869-1954)
- La scultura moderna nel XX secolo: Constantin Brâncuși (1876-1957)
- L'astrattismo: Vasilij Vasil'evič Kandinskij (1866-1944), Paul Klee (1879-1940)
- Il De Stijl (o neoplasticismo): Piet Mondrian (1872-1944)
- Il simbolismo in Russia: Nikolaj Konstantinovič Rerich (1874-1947)
- Il cubismo: Pablo Picasso (1881-1973), Juan Gris (1887-1927)
- La Scuola di Parigi: Amedeo Modigliani (1884-1920), Marc Chagall (1887-1985)
- Il muralismo messicano: Diego Rivera (1886-1957), José Clemente Orozco (1883-1949), David Alfaro Siqueiros (1896-1974)
- Con il Manifesto surrealista nasce in Francia il surrealismo (1924), cui teorico fu André Breton
- il surrealismo in Spagna: Joan Miró (1893-1983) e Salvador Dalí (1904-1989)
- Il surrealismo in Germania: Max Ernst (1891-1976), in Belgio: René Magritte (1898-1967), in Svizzera: Alberto Giacometti (1901-1966)
- L'espressionismo: nato in Germania nel 1905 con la formazione a Dresda di un gruppo di artisti denominati Die Brücke (7 giugno 1905)
- L'espressionismo in Francia: Camille Claudel (1864-1943)
- Il realismo magico: Frida Kahlo (1907-1954)
- Il futurismo (20 febbraio 1909): movimento artistico e culturale nato in Italia e fondato da Filippo Tommaso Marinetti
- L'action painting: Jackson Pollock (1912-1956)
- Il dadaismo (1916), corrente artistica e letteraria nata in Svizzera, a Zurigo, nel 1916
- La Pop art: Andy Warhol (1928-1987)
- L'arte moderna: l'arte neo-figurativa: Fernando Botero (1932-2023)
- 16 agosto 1972: Riace: vengono rinvenute, da un sub dilettante romano, Stefano Mariottini, le due statue dei Bronzi di Riace

### Architettura
- Il modernismo catalano. Antoni Gaudí (1852-1926)
- L'architettura art nouveau: Victor Horta (1861-1947), Henry van de Velde (1863-1957)
- Il Movimento Moderno in architettura: Frank Lloyd Wright (1867-1959), Ludwig Mies van der Rohe (1886-1969), Le Corbusier (1887-1965), Alvar Aalto (1898-1976)
- Il Movimento Moderno e il Bauhaus: Walter Gropius (1883-1969)
- Il brutalismo e il Movimento metabolista: Kenzō Tange (1913-2005)

### Istituzione di nuove città
- 21 ottobre 1923; viene istituita la città di Imperia[6]
- Viene istituita la città di Latina (18 dicembre 1932, come Littoria)
- 4 aprile 1939: con Regio decreto, dall'unione di Intra e Pallanza, nasce il comune di Verbania
- Inaugurazione ufficiale della città di Brasilia (21 aprile 1960), il cui architetto fu Oscar Niemeyer

## Musica
- L'impressionismo musicale nel XX secolo: Maurice Ravel (1875-1937)
- l'etnomusicologia: Béla Bartók (1881-1945), Zoltán Kodály (1882-1967)
- Il neoclassicismo musicale e il serialismo: Igor' Stravinskij (1882-1971)
- La Chanson moderna in Francia: Édith Piaf (1915-1963)
- La Chanson in Belgio: Jacques Brel (1929-1978)
- Il Fado in Portogallo: Amália Rodrigues (1920-1999)
- La musica africana nel XX secolo: Miriam Makeba, in Sudafrica, Cesária Évora, a Capo Verde
- Il Nuevo tango in Argentina: Astor Piazzolla (1921-1992)
- Il Roots reggae: Bob Marley (1945-1981)

## Cinema e spettacolo
- Registi del cinema che segnano un'epoca: Alfred Hitchcock, negli U.S.A., Ingmar Bergman, in Svezia, Akira Kurosawa in Giappone, Federico Fellini, in Italia
- Il cinema russo d'avanguardia: Sergej Michajlovič Ėjzenštejn (celebre il film La corazzata Potëmkin (1925)), e Dziga Vertov
- Primi anni '900: Il Metodo Stanislavskij, metodo di insegnamento della recitazione, da parte del regista teatrale russo Konstantin Sergeevič Stanislavskij
- 29 gennaio 1951: nasce il Festival di Sanremo

## Moda
- 1963: invenzione della minigonna, da parte della stilista britannica Mary Quant[7].

## Parchi di divertimento
- 17 luglio 1955: Stati Uniti d'America: inaugurazione di Disneyland
- 19 luglio 1975: Italia: inaugurazione di Gardaland
- 12 aprile 1992: Francia: inaugurazione di Disneyland Paris

## Giochi e folclore
- 1913: nasce negli Stati Uniti il cruciverba, da parte dell'enigmista britannico Arthur Wynne
- 1974: viene inventato il celebre Cubo di Rubik, dal designer ungherese Ernő Rubik

## Scienza

### Fisica
- Nascita e sviluppo della fisica moderna con l'elaborazione della Relatività ristretta (1905) e della Relatività generale (1916) da parte del fisico e filosofo tedesco Albert Einstein
- I lavori e gli studi sull'interazione elettromagnetica e altri studi sull'elettricità da parte di Nikola Tesla (1856-1943)
- Si afferma la fisica quantistica grazie al contributo del fisico tedesco Max Planck
- Nuove scoperte in campo fisico grazie al neozelandese Ernest Rutherford (1871-1937), considerato il padre della fisica nucleare
- I notevoli contributi alla meccanica quantistica: Erwin Schrödinger (1887-1961)
- La fisica nucleare e la meccanica quantistica: Enrico Fermi (1901-1954)
- 1913: viene formulata la teoria sulla costituzione dell'atomo da parte del fisico danese Niels Bohr: è l'anno del modello atomico di Bohr, una tappa fondamentale della fisica moderna
- 1924: viene formulata l'ipotesi di de Broglie del fisico francese Louis de Broglie: ai corpi materiali sono associate proprietà fisiche tipiche delle onde
- 1925: La meccanica delle matrici (o formulazione della meccanica quantistica), elaborata da Werner Karl Heisenberg, Max Born e Pascual Jordan
- 1927: viene ideata la Teoria del Big Bang (secondo cui l'universo ha avuto origine da una grande esplosione), dal fisico belga Georges Lemaître
- 16 maggio 1960: invenzione del laser da parte del fisico statunitense Theodore Harold Maiman: oggi la data del 16 maggio è celebrata nel mondo con la Giornata internazionale della luce
- 1974: viene elaborata la teoria della Radiazione di Hawking, sulla radiazione termica emessa dai buchi neri, elaborata dal fisico britannico Stephen Hawking

### Chimica
- La scoperta dell'acido ascorbico (o Vitamina C) da parte di Albert Szent-Györgyi (1893-1986)
- 1985: vengono scoperti i fullereni, ovvero delle sostanze molecolari del carbonio

### Medicina
- Sviluppo delle terapie antitumorali (chemioterapia, radioterapia)
- Prima parziale mappatura del genoma umano
- Il neurologo e psicoanalista austriaco Sigmund Freud fonda la psicoanalisi
- Sviluppo dei vaccini e della farmacologia dopo la scoperta della penicillina da parte di Alexander Fleming
- 1900: vengono scoperti i gruppi sanguigni dal biologo austriaco naturalizzato statunitense Karl Landsteiner (1868-1943)
- 1903: invenzione dell'elettrocardiogramma (ECG), da parte di Willem Einthoven
- 1903: La scoperta del riflesso condizionato da parte dello scienziato russo Ivan Pavlov
- 1921: viene ideato il test di Rorschach, metodo per l'indagine della personalità, dallo psichiatra svizzero Hermann Rorschach
- 30 luglio 1921: viene scoperta l'insulina dal fisiologo canadese Frederick Banting
- La psichiatria fenomenologica: Franco Basaglia (1924-1980)
- 1928: scoperta della penicillina da parte del biologo scozzese Alexander Fleming
- 1943: invenzione del pap test da parte di Georgios Papanicolaou
- 1948 e 1953: Gli importanti sviluppi nel campo della sessuologia da parte di Alfred Kinsey: i rapporti Kinsey (1948 e 1953), la Scala Kinsey
- 25 aprile 1953: scoperta della struttura a doppia elica del DNA delle cellule, da parte del biologo statunitense James Watson e del biologo britannico Francis Crick
- 12 aprile 1955: viene scoperto il vaccino contro la poliomielite, dal batteriologo statunitense Jonas Salk
- 1965: viene scoperto il virus dell'epatite B da Baruch Blumberg
- 9 maggio 1967: cardiochirurgia: primo intervento chirurgico tramite il bypass aorto-coronarico da parte di René Favaloro
- 3 dicembre 1967: Città del Capo, Sudafrica: viene effettuato il primo trapianto di cuore, dal chirurgo sudafricano Christiaan Barnard;
- 4 aprile 1969: primo impianto di cuore artificiale in un essere umano eseguito dal cardiochirurgo statunitense Denton Cooley
- 20 maggio 1983: scoperta del virus dell'HIV (responsabile della malattia dell'AIDS), da parte del biologo francese Luc Montagnier e statunitense Robert Gallo

### Matematica
- Bertrand Russell (1872-1970) e la nascita della logica moderna
- La teoria analitica dei numeri nel XX secolo: Srinivasa Ramanujan (1887-1920)
- 1930: I teoremi di logica matematica chiamati Teoremi di incompletezza di Gödel da parte di Kurt Gödel
- La matematica applicata alla teoria dei giochi: John Nash (1928-2015)

### Zoologia
- Konrad Lorenz (1903-1989) e la nascita dell'etologia moderna; fu autore del noto libro L'anello di Re Salomone (1949)

### Geologia, sismologia e vulcanologia
- 6 gennaio 1912: viene formulata la teoria della deriva dei continenti dal geologo tedesco Alfred Wegener
- 1902: la scala Mercalli, che misura l'intensità dei terremoti tramite i suoi effetti sul territorio, da parte del sismologo italiano Giuseppe Mercalli
- 1935: viene introdotta la scala Richter, che misura la magnitudo di un terremoto, dal sismologo statunitense Charles Francis Richter
- 1936: vulcanologia: Vulkane und ihre Tätigkeit (I vulcani e la loro attività) di Alfred Rittmann, può essere considerato il primo manuale di vulcanologia moderna[8].

### Astrologia
- Il contributo in ambito astrologico e teosofico da parte di Alan Leo (1860-1917), padre della moderna astrologia

## Egittologia
- 4 novembre 1922: viene scoperta la tomba di Tutankhamon, dall'egittologo britannico Howard Carter

## Ufologia
- 24 giugno 1947: primo avvistamento di UFO della storia[9], da parte di un aviatore statunitense Kenneth Arnold: nasce l'ufologia moderna e ha origine il termine disco volante
- 2 luglio 1947: Stati Uniti d'America: caso Roswell
- 1952: viene coniato il termine UFO dalla USAF (United States Air Force)

## Tecnologia
- 1938: viene inventata la penna a sfera, detta anche Bic o penna biro, dal nome del suo inventore ungherese naturalizzato argentino László Bíró

### La nascita della televisione
- 26 gennaio 1926: nasce la televisione, grazie al contributo del britannico John Logie Baird

### Il primo volo a motore e altre imprese aeronautiche
- 17 dicembre 1903: Kitty Hawk: primo volo a motore dei fratelli Wright, ingegneri statunitensi, con il Wright Flyer
- 17 giugno 1905: volo dell'Aeronave Italia, il primo dirigibile italiano, progettato da Almerico da Schio
- 16 dicembre 1910: nasce il primo aereo jet, il Coandă-1910, progettato dall'ingegnere rumeno Henri Coandă
- 9 settembre 1913: primo giro della morte compiuto con un aereo, da parte del pilota russo Pëtr Nesterov: è il giorno del looping
- 23 settembre 1913: primo volo aereo del Mediterraneo senza scalo in 7 ore e 53 minuti, effettuato dall'aviatore francese Roland Garros
- 1927: Charles Lindbergh è il primo aviatore a trasvolare l'Oceano Atlantico
- età d'oro dell'aviazione: Amelia Earhart, Amy Johnson, Jean Batten
- Amelia Earhart, prima aviatrice della storia e prima donna ad attraversare in volo gli Stati Uniti d'America senza scalo
- 24 maggio 1930: l'aviatrice britannica Amy Johnson è la prima donna a compiere la trasvolata: dall'Inghilterra all'Australia.
- 1936: Jean Batten effettua il primo volo in solitaria nel tratto che collega l'Inghilterra alla Nuova Zelanda.

### Alpinismo
- 2 agosto 1913: prima ascensione del monte Olimpo, a opera del greco Christos Kakkalos e degli svizzeri Frederic Boissonas e Daniel Baud-Bovy
- 29 maggio 1953: prima ascensione dell'Everest da parte del neozelandese Edmund Hillary e dello sherpa Tenzing Norgay
- 31 luglio 1954: Spedizione al K2 del 1954: la spedizione italiana guidata da Ardito Desio raggiunge per la prima volta la vetta del K2

### La nascita dello Scautismo
- 1º agosto 1907: Isola di Brownsea, Inghilterra: viene fondato il movimento dello Scautismo, dal generale ed educatore inglese Robert Baden-Powell.

### Scoperte e esplorazioni
- Le grandi esplorazioni norvegesi: Fridtjof Nansen, Roald Amundsen
- 24 luglio 1911: viene scoperta Machu Picchu, dallo statunitense Hiram Bingham
- 14 dicembre 1911: l'esploratore norvegese Roald Amundsen è il primo uomo a raggiungere il Polo sud
- 1986: l'italiano Reinhold Messner è il primo uomo a conquistare tutti i quattordici ottomila

### Astronomia e cosmonautica
- 18 febbraio 1930: l'astronomo statunitense Clyde Tombaugh scopre il pianeta Plutone; nel XXI secolo sarà riclassificato come pianeta nano.
- 4 ottobre 1957: dal Cosmodromo di Bajkonur viene lanciato lo Sputnik 1, il primo satellite artificiale mandato in orbita intorno alla Terra
- 3 novembre 1957: la cagnetta Laika è il primo animale lanciato in orbita nello spazio
- 29 luglio 1958: viene istituita la NASA, l'agenzia governativa civile responsabile del programma spaziale statunitense e della ricerca aerospaziale
- 19 agosto 1960: primi animali a tornare sani e salvi sulla Terra (Belka e Strelka) dopo un volo orbitale nello spazio a bordo dello Sputnik 5
- 12 aprile 1961: il cosmonauta sovietico Yuri Gagarin è il primo uomo nello spazio: è la Giornata della Cosmonautica
- 16 giugno 1963: la cosmonauta sovietica Valentina Tereškova è la prima donna nello spazio
- 20 luglio 1969: l'astronomo statunitense Neil Armstrong con la missione spaziale Apollo 11 è il primo uomo sulla luna
- 15 dicembre 1970: la sonda sovietica Venera 7 è la prima sonda spaziale ad atterrare con successo sulla superficie di Venere
- 20 luglio 1976: la sonda statunitense Viking 1 è la prima sonda spaziale ad atterrare con successo sulla superficie di Marte
- 31 luglio 1976: la NASA pubblica la foto del volto su Marte
- 10 marzo 1977: vengono scoperti gli anelli di Urano, dall'astronomo statunitense James Elliot
- 1992: viene scoperto il primo pianeta extrasolare

### Enologia
- 12 luglio 1963: nasce la legislazione italiana moderna sul vino[10]; il marchio DOC per i vini[11]
- 6 maggio 1966: la vernaccia di San Gimignano è il primo vino DOC d'Italia[12]

## Sport
- Ciclismo: nascono il Tour de France (1903), il Giro d'Italia (1909) e la Vuelta a España (1935)
- 26 giugno 1906: le Mans, Francia: viene disputato il primo Gran Premio di automobilismo della storia, vinto dal pilota ungherese Ferenc Szisz
- Calciatori del XX secolo che hanno fatto epoca: Pelé, in Brasile, Diego Armando Maradona, in Argentina
- Ciclisti che hanno fatto epoca: Eddy Merckx, in Belgio, Fausto Coppi, in Italia
- Piloti automobilistici che hanno fatto epoca: Michael Schumacher, in Germania, Ayrton Senna, in Brasile, Juan Manuel Fangio, in Argentina
- 1916: Argentina: si disputa la prima edizione della Copa América di calcio
- 1919: inizi e affermazione del tennis femminile con la francese Suzanne Lenglen, prima donna tennista professionista della storia.
- 1924: 1° Olimpiade invernale a Chamonix-Mont-Blanc
- 1930: 1º Campionato mondiale di calcio in Uruguay
- 1960: 
  - 1º Campionato Europeo di calcio in Francia
  - 1ª Paralimpiade estiva a Roma
- 1976:
  - 1ª Paralimpiade invernale a Örnsköldsvik

## Invenzioni e scoperte
- Progressiva diffusione dell'elettricità come fonte di energia per l'illuminazione;
- Prima stazione radio;
- Diffusione del motore a scoppio;
- Prime previsioni meteorologiche;
- Scoperta dell'energia nucleare a fini bellici e civili;
- Diffusione di motoveicoli, autoveicoli, aeroplani e navi nei rispettivi trasporti;
- 1947: invenzione del transistor;
- Uso di pesticidi ed erbicidi in agricoltura per incrementare la produttività;
- Primi satelliti artificiali in orbita intorno alla Terra, militari e civili;
- Prime sonde spaziali dirette verso altri pianeti del sistema solare;
- Missioni spaziali da parte degli USA con gli Space Shuttle;
- Si afferma la teoria dell'informazione, il cui padre viene considerato l'ingegnere statunitense Claude Shannon (1916-2001);
- Nascita e sviluppo dell'elettronica, delle telecomunicazioni e dell'informatica;
- Tim Berners-Lee e Robert Cailliau inventano i protocolli del Web: diffusione di Internet e dei telefoni cellulari;
- Nascita e sviluppo delle biotecnologie;
- Nascita e sviluppo delle energie alternative e rinnovabili;
- Messa in orbita della Stazione spaziale internazionale.